# بول و تریر
بول و تریر (به انگلیسی: Bull and Terrier)، نام یکی از نژادهای سگ است که خاستگاه آن به بریتانیا بازمی‌گردد.

## نگارخانه

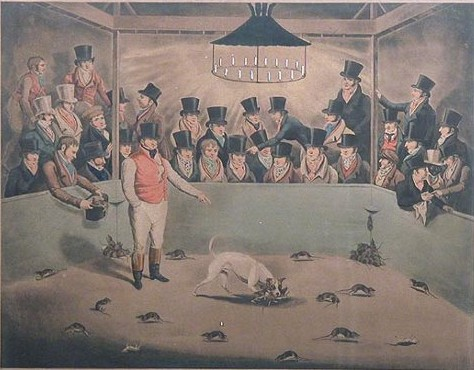
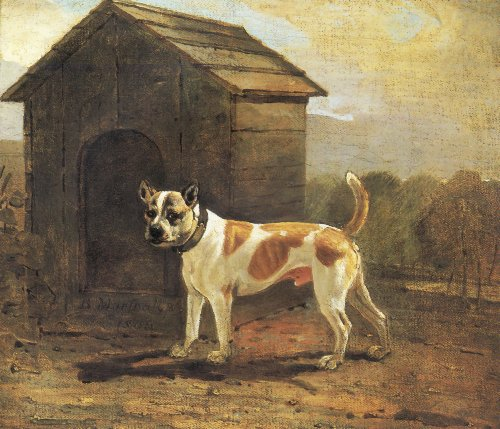
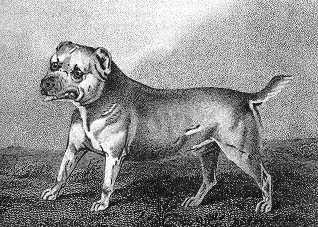